# 번동중학교
번동중학교(樊洞中學校)는 대한민국 서울특별시 강북구 번동에 있는 공립 중학교이다.

## 학교 연혁
- 1991년 10월 30일 : 번동중학교 설립인가(42학급)
- 1992년 3월 1일 : 제1대 임재홍 교장 취임
- 1992년 3월 4일 : 제1회 신입생 입학식 (남 8학급, 여 6학급, 총 744명)
- 1992년 4월 28일 : 개교 기념식 거행
- 2018년 9월 1일 : 제10대 유흥석 교장 취임
- 2023년 1월 4일 : 제29회 졸업식 (180명 졸업, 누적총수 10,714명)

## 참고 자료
- 번동중학교 - 한국교육학술정보원 학교알리미